# Lippert-Mataga-Plot

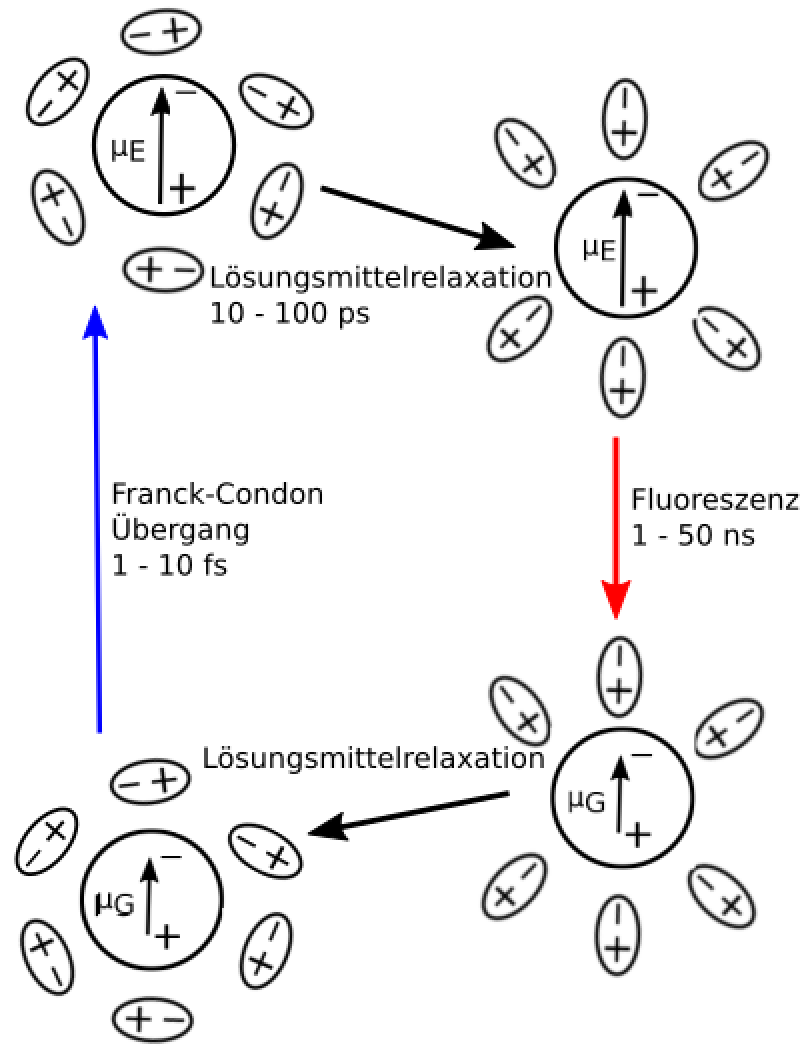
Abbildung 1 Stokesshift eines Chromophors zwischen Absorption und Emission durch Umorientierung des Lösungsmittels

Lippert-Mataga-Plots werden verwendet, um Dipolmomente von Molekülen in elektronisch angeregten Zuständen bestimmen zu können. Sie beruhen auf der Anwendung der Lippert-Mataga-Gleichung. Lösungsmittelabhängige spektrale Verschiebungen beeinflussen ein Emissionsspektrum in weit größerem Maße als ein Absorptionsspektrum. Dies ist eine Folge der stark unterschiedlichen Zeitskalen beider Prozesse: Während der wenige Nanosekunden andauernden Fluoreszenzemission kann der umgebende Lösungsmittelkäfig strukturell relaxieren (Lösungsmittelumorientierungen finden in etwa 10 bis 100 Pikosekunden statt), während Absorptionsprozesse in einigen Femtosekunden abgeschlossen sind, wodurch keine Lösungsmittelumorientierung stattfindet. Anregung des Chromophors findet also mit der gleichen lokalen Umgebung in Grund- und angeregtem Zustand statt, wohingegen die Emission einer Stokes-Verschiebung unterliegt, die von der Lösungsmittelpolarität abhängt (Abbildung 1). Auswertungen der so erhaltenen spektralen Verschiebungen vom Emissions- und Absorptionsspektren erfolgen üblicherweise durch Auftragung in einem sogenannten Lippert-Mattaga-Plot.

## Solvatochromie und Thermochromie

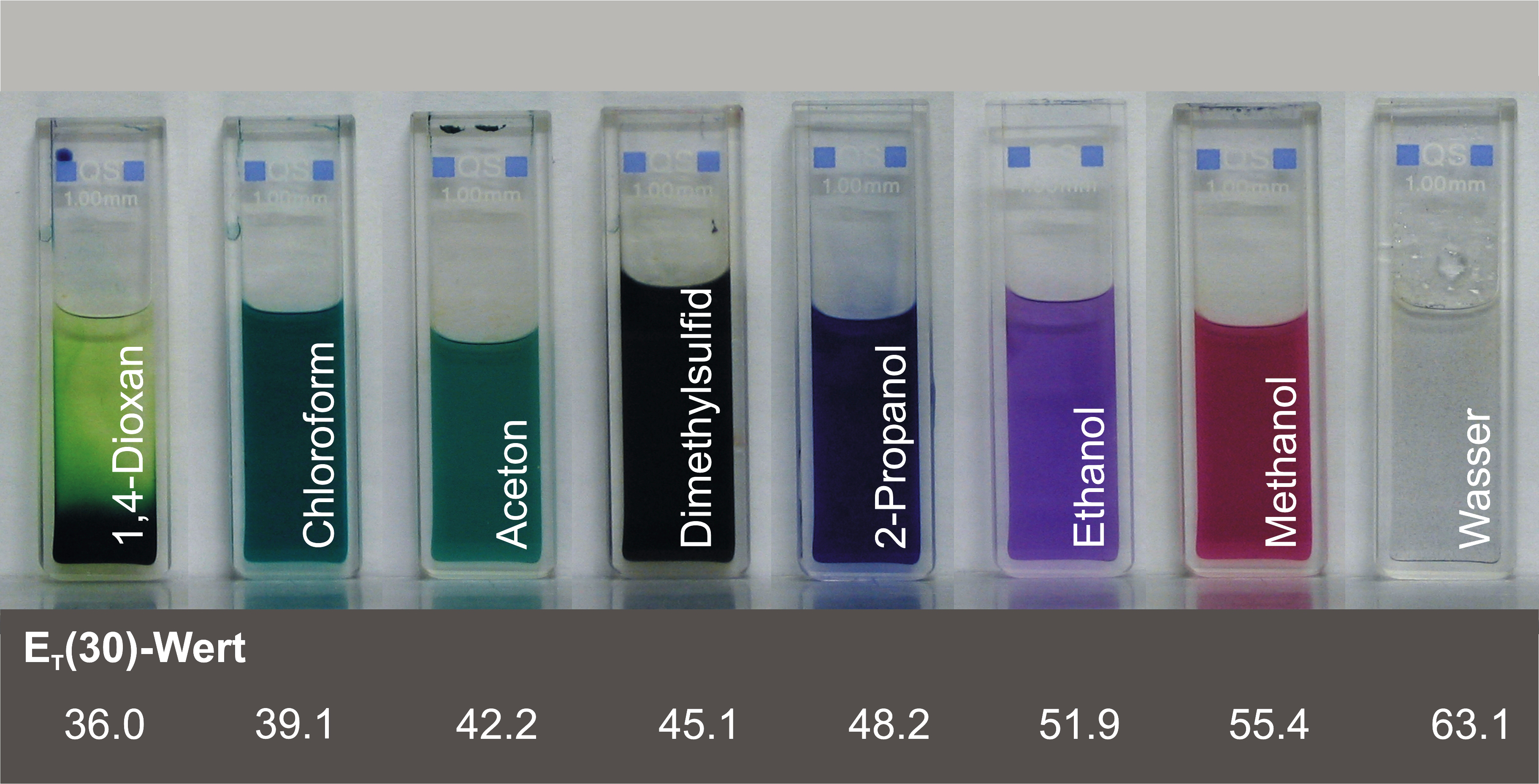
Abbildung 2 Lösung von Betain in verschiedenen Lösungsmitteln. Die Farbreaktion solvatochromer Farbstoffe ist von der Polarität des Lösungsmittels abhängig. E_{T}-Werte s. a. Dimroth et al.

Die verschiedenen spektralen Verschiebungen eines Chromophors, in unterschiedlichen Lösungsmitteln, durch Variation der Permittivität ε und des Brechungsindex n, nennt man solvatochrome Verschiebung, die entsprechende Verschiebung durch Temperaturveränderung eines Lösungsmittels heißt thermochrome Verschiebung. Abbildung 2 zeigt die Farbveränderung von Betainlösungen durch solvatochrome Verschiebungen in verschiedenen Lösungsmitteln.

## Lippert-Mataga-Gleichung
Die Lippert-Mataga-Gleichung verknüpft die Stokes-Verschiebung des Chromophors {\textstyle {\overline {\nu }}_{A}-{\overline {\nu }}_{E}} mit dem Radius des Lösungsmittelkäfigs a, der Permittivität ε und dem Brechungsindex n des Lösungsmittels, sowie mit den Dipolmomenten in Grund- und angeregtem Zustand (μG und μE) des Chromophors.

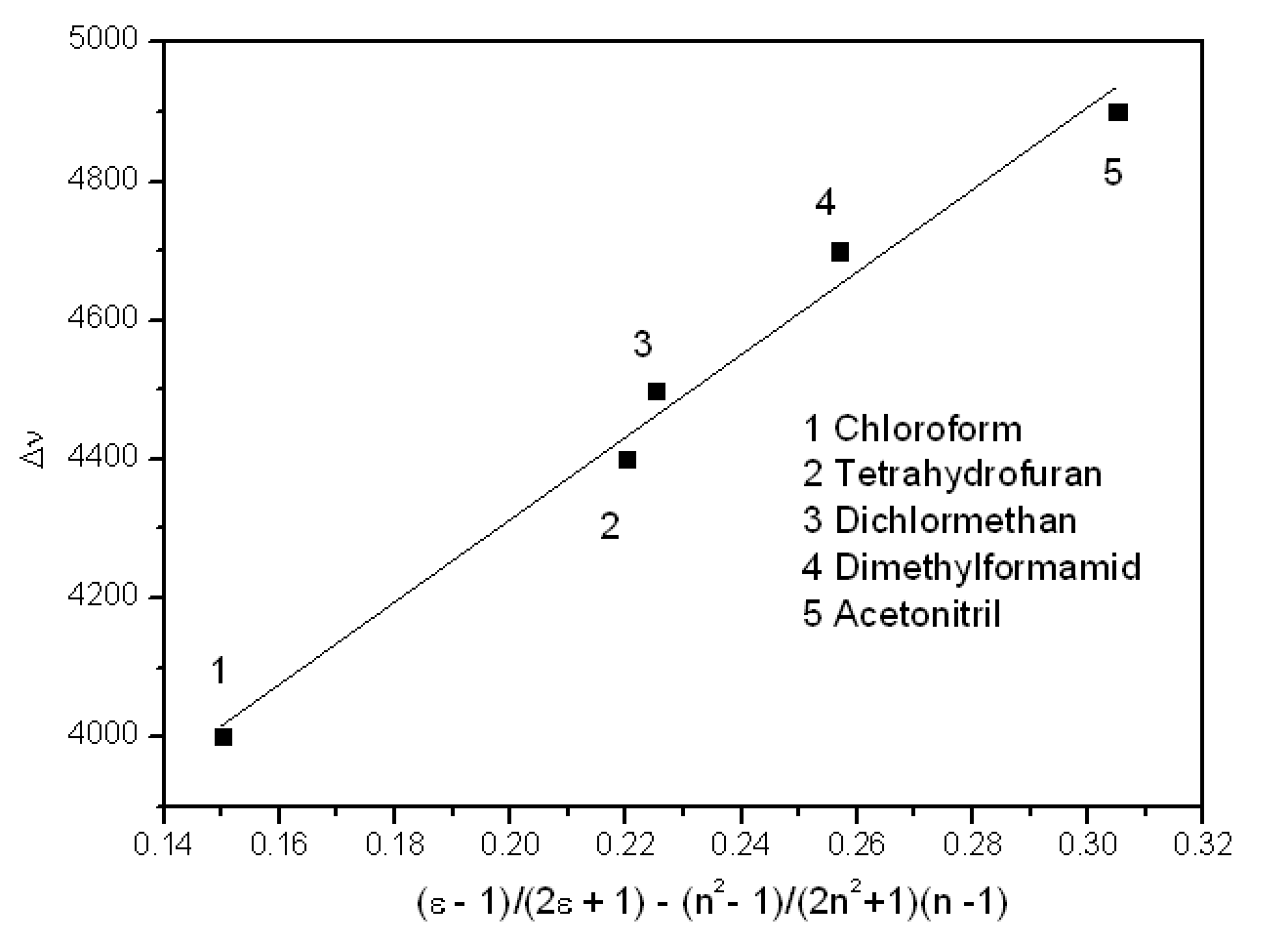
Abbildung 3 Lippert-Mataga-Plot von spektralen Verschiebungen eines Chromophors in Abhängigkeit von Brechungsindex und Permittivität verschiedener Lösungsmittel.

{\displaystyle {\overline {\nu }}_{A}-{\overline {\nu }}_{E}={\frac {2}{hc}}{\biggl (}{\frac {\epsilon -1}{2\epsilon +1}}-{\frac {n^{2}-1}{2n^{2}+1}}{\biggr )}{\frac {(\mu _{G}-\mu _{E})^{2}}{a^{3}}}+{\text{const.}}}
Wird die Differenz {\textstyle {\overline {\nu }}_{A}-{\overline {\nu }}_{E}} für verschiedene Lösungsmittel gemessen und als Funktion von ε und n der verschiedenen Lösungsmittel aufgetragen, dann kann aus der Steigung der linearen Regression der Unterschied der Dipolmomente bei elektronischer Anregung als Steigung der Geraden bestimmt werden. Diese Auftragung nennt man Lippert-Mataga-Plot (Abbildung 3).

## Näherungen in der Bestimmung von Dipolen mittels Lippert-Mataga-Plots
- Im Lippert-Mataga-Modell wird eine sphärischer Chromophor angenommen, was bei gestreckten Molekülen eine schlechte Näherung darstellt.
- Wechselwirkungen zwischen dem Chromophor und dem Lösungsmittel werden vernachlässigt.
- Die Polarisierbarkeit des Chromophors wird vernachlässigt.
- Die Richtung des Dipolmomentvektors in Grund- und angeregtem Zustand weist in die gleiche Richtung.